# Robert T. A. Innes

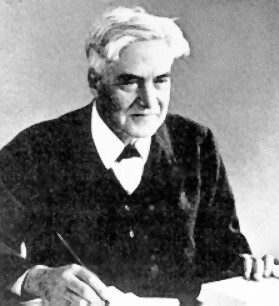

Robert Thorburn Ayton Innes (n. 10 noiembrie 1861, Edinburgh – d. 13 martie 1933) a fost un astronom scoțiano-sud-african cel mai bine cunoscut pentru descoperirea stelei Proxima Centauri în 1915 și a numeroase stele binare. A fost, de asemenea, primul astronom care a văzut Marea Cometă din ianuarie 1910, la 12 ianuarie. Innes a fost directorul fondator al unei stații meteorologice, la Johannesburg, care a devenit un observator astronomic și a fost redenumit ca Observatorul Union. Innes House, proiectată de Herbert Baker, construită ca reședința sa de la observator, este astăzi locul unde se află Institutul de inginerie electrică din Africa de Sud.